# Šádí Sadrová
Šádí Sadrová (nepřechýleně Šádí Sadr; * 1974, Teherán) je íránská právnička, obhájkyně lidských práv, esejistka a novinářka. V roce 2010 spoluzaložila organizaci Justice for Iran (JFI) a je její výkonnou ředitelkou. Publikuje a přednáší po celém světě.
Stála v čele kampaně proti trestu smrti ukamenováním v Íránu. Tento trest byl do íránského trestního zákoníku zaveden až představiteli islámské revoluce v roce 1979.
Za svou práci získala řadu ocenění. V letech 2007 a 2009 byla zadržována ve věznici Evin. Ve druhém případě byla po 11 dnech propuštěna na kauci 250 tisíc dolarů (asi 6 mil. Kč).
Dne 17. května 2010 byla souzena v nepřítomnosti teheránským revolučním soudem za „jednání proti národní bezpečnosti a poškozování veřejného pořádku“. Byla odsouzena k šesti letům vězení a 74 ranám bičem. Žije v Evropě.

## Ve filmu
- Účinkuje v dokumentu Zemřít ukamenováním (2009), íránským režimem byl zakázán

## Ocenění
- Mezinárodní cena ženské odvahy (2010)